# Wulfthryth
Wulfthryth  (également Wulftride ou Wilfride) est une princesse et religieuse anglo-saxonne morte vers 1000. Deuxième femme du roi d'Angleterre Edgar, elle lui donne une fille, Édith, née entre 961 et 964. Après la dissolution de leur mariage, Wulfthryth devient abbesse de Wilton, dans le Wiltshire. Leur fille entre également en religion dans ce couvent et, après sa mort, survenue entre 984 et 987, Wulfthryth œuvre en faveur de son culte. Après sa mort, elle est elle-même considérée comme une sainte à Wilton.

## Biographie
D'après l'hagiographe Goscelin de Saint-Bertin, Wulfthryth reçoit son éducation à l'abbaye de Wilton, où sa cousine Wulfhilde est déjà entrée en religion. Le roi Edgar souhaite prendre Wulfhilde pour femme, mais celle-ci résiste à ses avances et il finit par se rabattre sur Wulfthryth, qui n'est liée par aucun vœu religieux. Les deux femmes semblent provenir d'une famille noble et riche du Wiltshire ; leur grand-père Wihtbrord pourrait être l'individu de ce nom qui figure en bonne place sur un document officiel du règne d'Édouard l'Ancien, vers 910.
Il s'agit de la deuxième union connue d'Edgar, qui a été marié à Æthelflæd Candida, la mère de son fils aîné Édouard. Wulfthryth lui donne une fille, Édith, née entre 961 et 964. Leur mariage est de courte durée, puisque Edgar se remarie avec Ælfthryth dès 964 ou 965. La dissolution du mariage d'Edgar et Wulfthryth coïncide vraisemblablement avec l'entrée de cette dernière à l'abbaye de Wilton comme abbesse. Le couvent bénéficie de dons substantiels en terres dans le Wiltshire et dans l'île de Wight en 965 qui correspondent probablement à une compensation pour la répudiation de Wulfthryth.
La richesse et l'influence de Wulfthryth lui permettent de pourvoir aux intérêts de son abbaye. L'hagiographie d'Édith de Wilton par Goscelin rapporte plusieurs incidents où elle intervient personnellement auprès de l'administration royale. Elle fait construire une enceinte de pierre autour de son couvent et procède à l'acquisition de plusieurs reliques, dont un clou de la Crucifixion. Après la mort de sa fille Édith, survenue entre 984 et 987, elle promeut son culte et fait transférer ses reliques entre 997 et 1000 avec l'appui du roi Æthelred le Malavisé.

## Postérité
Wulfthryth meurt un 21 septembre d'une année inconnue après la translation des reliques de sa fille. Elle est elle aussi considérée comme une sainte à Wilton, où elle est inhumée derrière le grand autel de l'église abbatiale. Sa vie est principalement connue grâce aux hagiographies de sa cousine Wulfhild et de sa fille Édith rédigées par Goscelin au XIe siècle. Ce dernier ayant vécu plusieurs années à l'abbaye de Wilton en tant que chapelain, il a peut-être recueilli les témoignages de religieuses ayant personnellement connu Édith et sa mère. Néanmoins, son culte ne semble jamais avoir été populaire hors de l'abbaye de Wilton.